# Cristoforo Giarda
Cristoforo Pietro Antonio Giarda (Vespolate, 21 settembre 1595 – Monterosi, 19 marzo 1649) è stato un vescovo cattolico italiano.
Barnabita, fu l'ultimo vescovo di Castro dal 1648 fino alla sua morte. La morte del vescovo Giarda è ritenuta la causa che scatenò la guerra decisiva che portò alla distruzione del Ducato di Castro, che, già fin dalla metà del XVI secolo, era al centro di contese tra i Farnese e lo Stato Pontificio e che già era stato percorso da una guerra.

## Biografia
Dopo avere preso i voti nel 1613, studiò retorica a Milano, quindi filosofia e teologia a Pavia. Fu consacrato sacerdote nel 1620 e per tre anni insegnò retorica a Montargis, per poi tornare all'Istituto barnabita di Sant'Alessandro a Milano.

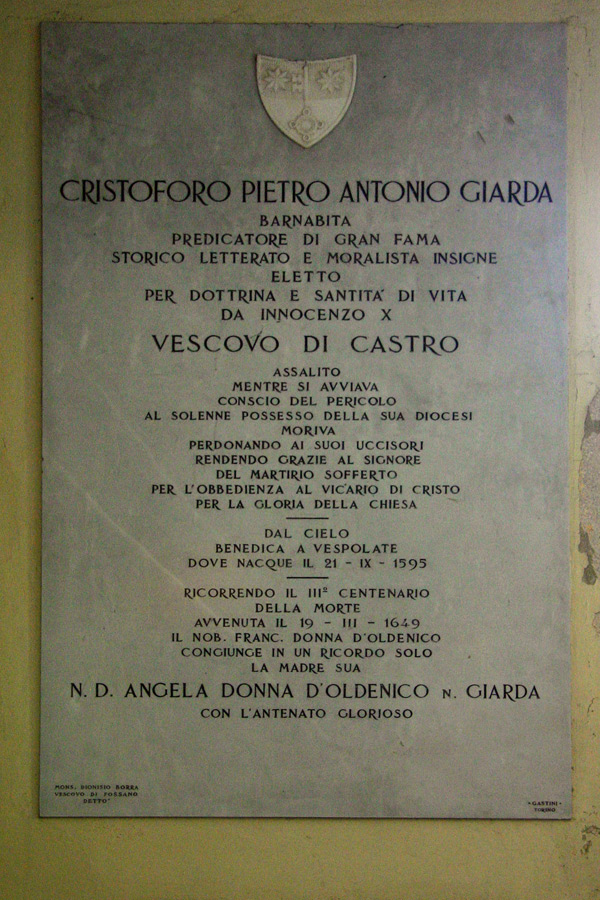
Lapide commemorativa nella chiesa parrocchiale di Vespolate

Predicatore di successo a Bologna e a Roma, ottenne nel tempo cariche sempre più elevate, divenne capo della Provincia romana e, con l'intercessione del cardinale Francesco Barberini, venne chiamato alla Congregazione dell'Indice, finché il papa Innocenzo X lo nominò vescovo di Castro.
Della nomina, avvenuta il 18 maggio 1648, non venne informato il signore della città Ranuccio II Farnese, il quale impedì al prelato l'ingresso nella diocesi, condizionandolo ad un eventuale avvenuto "accomodamento" con Roma. L'incarico fu quindi contestato dalla famiglia Farnese, che rivendicava il proprio dominio sulla cittadina.
Trascorse quasi un anno durante il quale si svolse una fitta corrispondenza epistolare, che però non riuscì a sbloccare la situazione. Per tale motivo il pontefice ordinò al vescovo di prendere comunque possesso della sua diocesi. Il 18 marzo del 1649 Giarda, durante il viaggio intrapreso per raggiungere la nuova sede, venne trucidato dai bravi di Ranuccio Farnese, cadendo vittima di un agguato vicino Monterosi, portato materialmente a segno da Ranuccio Zambini di Gradoli e Domenico Cocchi di Valentano.
Innocenzo X accusò subito Ranuccio dell'organizzazione dell'agguato e, di conseguenza, ordinò al governatore di Viterbo di istruire un processo che stabilisse la responsabilità dell'atto: questo la attribuì al Duca, e quindi il Pontefice ordinò di attaccare il ducato. La guerra che ne scaturì portò alla distruzione di Castro e alla soppressione della diocesi, la cui sede fu trasferita ad Acquapendente.

## Icones Symbolicae
Come docente di retorica, Cristoforo Giarda scrisse un elogio della rappresentazione delle Arti liberali, e in particolare dell'arte di elaborare le immagini simboliche, di cui tentò di fornire una giustificazione filosofica.
Lo scritto, pubblicato intorno al 1626, seguiva da vicino la tecnica utilizzata da Cesare Ripa per illustrare gli attributi delle personificazioni, discostandosi per il modo particolare con il quale Giarda esaltava il carattere delle immagini visive. L'insistenza sull'amore "come stimolo all'acquisizione di una più alta verità" in riferimento alle idee platoniche rendeva infatti le Icones Symbolicae "qualcosa di più che semplici accorgimenti pedagogici per fissare le idee e le definizioni delle arti nelle menti degli studenti".
La tradizione platonica cui lo scritto faceva riferimento era reinterpretata alla luce della dottrina cristiana, e il simbolismo diventava forma di rivelazione di volontà divina: l'insieme delle creature viventi costituiva il "libro della natura" a conferma e integrazione delle Scritture. In tal modo, ad esempio, un pellicano non era più interpretabile soltanto come metafora di Cristo, bensì come l'intenzionale rappresentazione divina della carità. Analogamente veniva riconsiderata la mitologia antica, nella quale il Medioevo individuava un significato identico a quello della contemplazione della natura.
Attraverso l'elogio di Giarda alle immagini simboliche diventava maggiormente comprensibile il "fervore con cui i monasteri e le chiese dell'Italia, dell'Austria e della Germania cattolica furono, nel secolo successivo, riempite di allegorie".

## Genealogia episcopale
La genealogia episcopale è:
- Cardinale Tolomeo Gallio
- Vescovo Cesare Speciano
- Patriarca Andrés Pacheco
- Cardinale Agostino Spinola
- Cardinale Giulio Cesare Sacchetti
- Vescovo Cristoforo Giarda, B.